# Fort Ouiatenon
 (novembre 2023).
Si vous disposez d'ouvrages ou d'articles de référence ou si vous connaissez des sites web de qualité traitant du thème abordé ici, merci de compléter l'article en donnant les références utiles à sa vérifiabilité et en les liant à la section « Notes et références ».

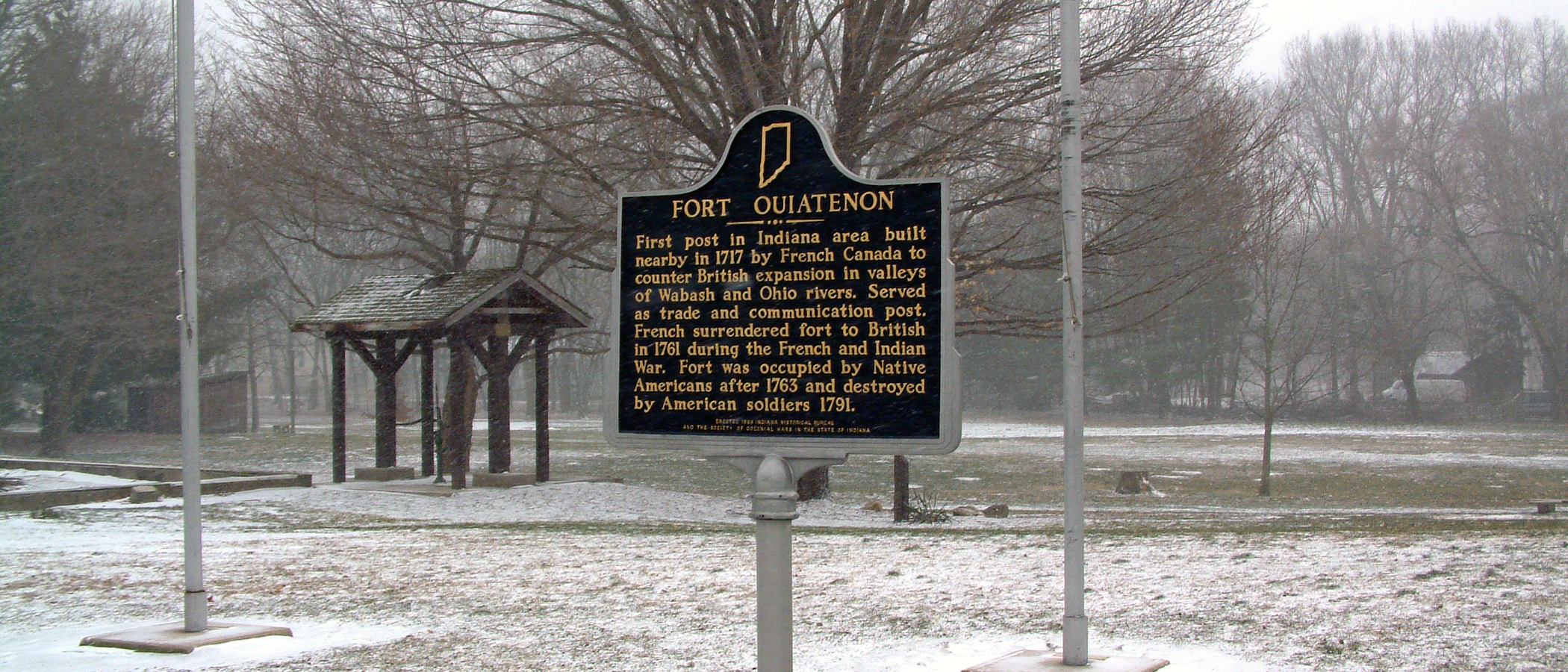
Panneau indiquant le lieu historique du Fort Ouiatenon.

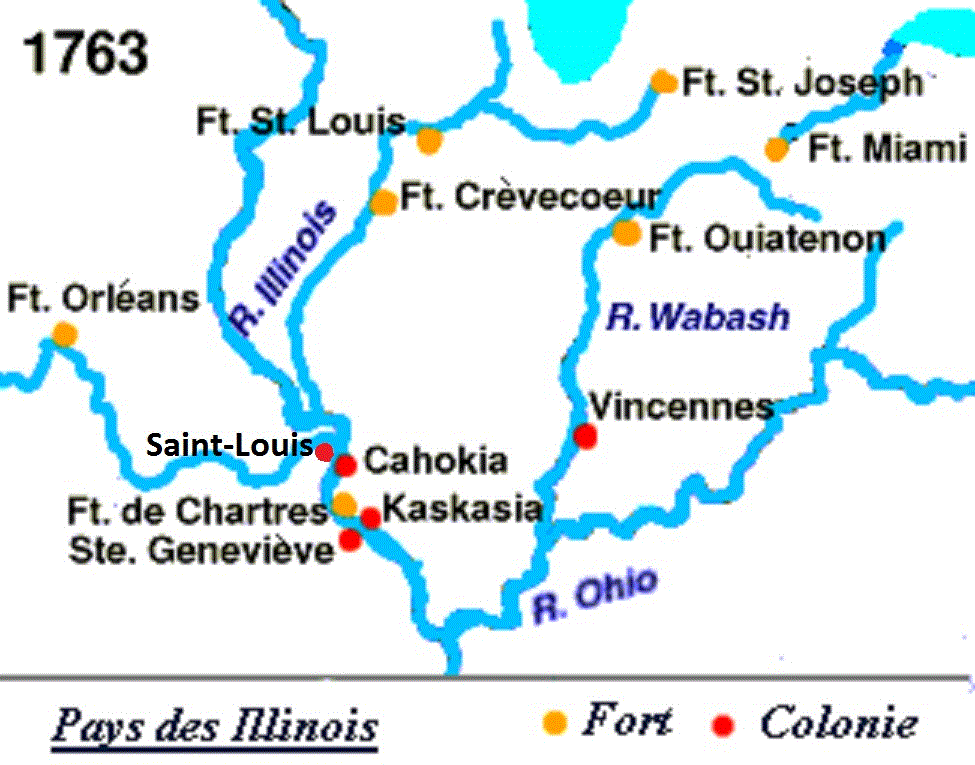
Localisation du Fort Ouiatenon dans le Pays des Illinois à l'époque de la Nouvelle-France.

Fort Ouiatenon fut un fort français construit au XVIIIe siècle en Nouvelle-France. 
Fort Ouiatenon fut édifié en 1717 à la confluence de la rivière Wabash et de la rivière Tippecanoe dans le Pays des Illinois. Le fort se trouvait à 5 kilomètres de la ville actuelle de West Lafayette dans l'État de l'Indiana. 
Le fort fut baptisé du nom amérindien de Ouiatenon, qui désigne en Langues algonquiennes le territoire de la tribu des Wea, peuple amérindien apparenté à la tribu des Miamis qui avait deux de ses principales communautés non loin du fort à Lafayette et Terre Haute. 
Les explorateurs français et les trappeurs et coureurs des bois canadiens-français arpentaient cette région à la recherche de fourrure et de peau de castors. 
L'officier François-Marie Picoté de Belestre accompagné de quelques compagnons de route décidèrent d'installer un poste de traite fortifié qui fut sous le commandement d'un autre officier, François-Marie Bissot de Vincennes. Le fort Ouiatenon eut un rôle important dans une ligne de défense contre l'expansion anglaise. D'autre part, le gouverneur de la Nouvelle-France, Philippe de Rigaud de Vaudreuil, voulut s'assurer que le peuple Wea ne commercerait qu'avec les Français.
Au cours du XVIIIe siècle le fort abritera jusqu'à 3 000 personnes et sera le point central de plusieurs villages des tribus Wea et Kickapous.
En 1760, la défaite française entraîne l'éviction des troupes françaises du fort avec l'arrivée de Robert Rogers à la tête d'un détachement britannique. Les troupes anglaises n'arriveront qu'un an plus tard en 1761.
Le 1er juin 1763, les forces amérindiennes de Pontiac, alliées des Français capturent le fort durant la Rébellion de Pontiac. Le fort ne sera jamais plus utilisé comme cantonnement ni garnison.
Durant la Guerre d'indépendance américaine, le général George Washington ordonne la destruction du fort Ouiatenon qui sert de base aux alliés des Britanniques.
En 1930, une réplique du fort Ouiatenon a été construite par un médecin local nommé Richard Wetherill. Les Filles de la Révolution américaine avait placé un monument commémoratif près de cet endroit en 1909. Le blockhaus du docteur Wetherill a été copié sur ceux plus typiques des fortifications britanniques (en utilisant des pièces horizontales) et ne correspond pas au style ou au type de construction du fort Ouiatenon original (avec les pièces verticales). Cette réplique est désormais le point central d'un parc du comté. Le site original du Fort Ouiatenon, situé à 1,6 km du site de la réplique, a été découvert et confirmé par des fouilles archéologiques dans les années 1960. En 1970, le site a été inscrit sur le Registre national des lieux historiques par le ministère américain de l'Intérieur.
Depuis 1967 se tient en automne le festival de la "Fête de la Lune des chasseurs" (The Feast of the Hunters' Moon) qui retrace et fait revivre les principaux faits marquants et évènements historiques du fort Ouiatenon. Des artefacts provenant du site original du fort Ouiatenon sont exposés, pendant la fête, par l'Association historique du comté de Tippecanoe.
Le Musée du Blockhaus du Fort Ouiatenon est ouvert aux touristes en été.